# Доктор Лайнус
«Доктор Лайнус» (англ. Dr. Linus) — седьмая серия шестого сезона и сто десятая серия в общем счёте телесериала «Остаться в живых». Центральным персонажем серии стал Бен. Премьера в США состоялась 9 марта 2010 года на канале ABC. В России показ состоялся на Первом канале 14 марта 2010 года.

## Сюжет

### Альтернативная реальность
Доктор Бенджамин Лайнус — учитель истории в колледже. Однажды он громко говорит с коллегой-учителем Лесли Арцтом, они жалуются на отсутствие финансирования в учебном заведении, особенно с учётом того, что директор Рейнольдс заставил Бена присматривать после уроков за наказанными учениками вместо того, чтобы дать ему вести кружок истории. Джон Локк, учитель на замену, предлагает Бену самому стать директором. Во время занятий со своей самой талантливой ученицей, Алекс Руссо, Бен узнаёт, что у директора роман с медсестрой. Бен заручается помощью Арцта во взломе электронной почты медсестры и пытается шантажировать директора этим, чтобы занять его место, однако Рейнольдс говорит, что он напишет плохое рекомендательное письмо для Алекс, если Бен продолжит настаивать на своём. Бен, не желая жертвовать будущим Алекс, отступает. Бен также ухаживает за больным отцом, жалеющим, что они с Беном покинули Остров и DHARM’у Initiative.

### 2007 год
В продолжение событий предыдущей серии Бен, Илана Верданская, Майлз Стром, Сун Квон и Фрэнк Лапидус бегут из храма после разрушительного нападения Человека в чёрном. Илана выясняет, что Бен убил Джейкоба, когда Майлз использует свою способность говорить с мёртвыми. После того как группа возвращается в первый лагерь выживших на пляже, Илана связывает Бена и заставляет его выкопать себе могилу: так что она сможет отомстить за Джейкоба, который был ей как отец. Человек в чёрном приходит на пляж и пытается завербовать Бена, заявив, что он хочет, чтобы Бен следил за Островом, когда он покинет его со своими последователями. После их разговора Бен освобождается. Илана преследует Бена, который объясняет, почему он убил Джейкоба: он боялся потерять свою лидирующую позицию на острове, был зол, потому что он выбрал Остров и потерял дочь и не смог простить себе то, что позволил ей умереть. Илана разрешает Бену вернуться в свою группу.
В продолжение событий серии «Маяк» Джек Шепард и Хьюго Рейес решают вернуться в храм. Хёрли пытается остановить Джека, так как Джейкоб предупредил его о нападении на храм, но Джек его не слушает. По дороге они встречают Ричарда Алперта, который приводит их к севшему на мель рабовладельческому судну 18-го века — «Чёрной скале». Ричард решил покончить с собой после смерти Джейкоба, потому что считает, что его жизнь на Острове была бессмысленной. Он пытается убить себя, используя динамит, но не может сделать этого, потому что Остров не даёт ему. Джек убеждает его, что они находятся на Острове по определённой причине: они идут на пляж и воссоединяются с группой Иланы. Между тем Майлз выкопал бриллианты из могилы Никки и Пауло.
Во время встречи к Острову на подводной лодке подплывает Чарльз Уидмор.